# Condenseur de secours
 (août 2023).
La mise en forme du texte ne suit pas les recommandations de Wikipédia : il faut le « wikifier ».
Les points d'amélioration suivants sont les cas les plus fréquents. Le détail des points à revoir est peut-être précisé sur la page de discussion.
- Les titres sont pré-formatés par le logiciel. Ils ne sont ni en capitales, ni en gras.
- Le texte ne doit pas être écrit en capitales (les noms de famille non plus), ni en gras, ni en italique, ni en « petit »…
- Le gras n'est utilisé que pour surligner le titre de l'article dans l'introduction, une seule fois.
- L'italique est rarement utilisé : mots en langue étrangère, titres d'œuvres, noms de bateaux, etc.
- Les citations ne sont pas en italique mais en corps de texte normal. Elles sont entourées par des guillemets français : « et ».
- Les listes à puces sont à éviter, des paragraphes rédigés étant largement préférés. Les tableaux sont à réserver à la présentation de données structurées (résultats, etc.).
- Les appels de note de bas de page (petits chiffres en exposant, introduits par l'outil «  Source ») sont à placer entre la fin de phrase et le point final[comme ça].
- Les liens internes (vers d'autres articles de Wikipédia) sont à choisir avec parcimonie. Créez des liens vers des articles approfondissant le sujet. Les termes génériques sans rapport avec le sujet sont à éviter, ainsi que les répétitions de liens vers un même terme.
- Les liens externes sont à placer uniquement dans une section « Liens externes », à la fin de l'article. Ces liens sont à choisir avec parcimonie suivant les règles définies. Si un lien sert de source à l'article, son insertion dans le texte est à faire par les notes de bas de page.
- La présentation des références doit suivre les conventions bibliographiques. Il est recommandé d'utiliser les modèles {{Ouvrage}}, {{Chapitre}}, {{Article}}, {{Lien web}} et/ou {{Bibliographie}}. Le mode d'édition visuel peut mettre en forme automatiquement les références.
- Insérer une infobox (cadre d'informations à droite) n'est pas obligatoire pour parachever la mise en page.

Pour une aide détaillée, merci de consulter Aide:Wikification.
Si vous pensez que ces points ont été résolus, vous pouvez retirer ce bandeau et améliorer la mise en forme d'un autre article.
Pour les articles homonymes, voir Condenseur.
Un  condenseurs de secours est un équipement d'ultime recours présent dans les centrales nucléaires ou installations nucléaires, qui sert au refroidissement de secours d’un cœur de réacteur nucléaire à eau bouillante quand un ou plusieurs des autres systèmes de refroidissement sont en tout ou partie défaillants.
Ils sont situés près et au-dessus du réacteur.

## Dénomination
Le condenseur de secours est nommé en anglais isolation condenser ou isolation condensor (IC).
En français, une traduction littérale de ces expressions anglaises donne « condensateur d'isolation » ou « système de condenseur d'isolement ».

## Avantages
- Ces condenseurs sont passifs, c'est-à-dire qu'ils peuvent théoriquement fonctionner même en cas de panne d'électricité totale.
- Ils sont par exemple utilisés par les réacteurs de type BWR/2, BWR/3 et la série ESBWR.
- Ils sont en outre relativement peu onéreux (eu égard aux services qu'ils peuvent rendre) et nécessitent relativement peu d'entretien, ce qui est un grand avantage.

En raison de ces avantages, de tels condenseurs de secours ont été intégrés dans divers types de réacteurs à eau bouillante, dont dans le réacteur à eau bouillante simplifié économique (ESBWR ; dessiné par « une équipe internationale regroupant des compagnies d'électricité, des projeteurs et des chercheurs, dans le but d'assurer la satisfaction des normes industrielles et gouvernementales européennes » et de « tirer parti de la conception modulaire du système de sécurité passif, des économies d'échelles ainsi que des avantages inhérents à la simplicité des systèmes de la centrale passive dans le but de réduire les besoins matières et d'améliorer la rentabilité... ».

## Inconvénients
Deux problèmes peuvent être cités. D'une part, ce type de condenseur est situé hors de l'enceinte de confinement primaire. Celle-ci doit donc être percée en deux endroits (sortie vapeur et retour eau) pour les jonctions de tuyauteries, ce qui pourrait augmenter le risque de fuite en cas de tremblement de terre, d'attentat, d'accident avec explosion, etc. D'autre part, les vannes peuvent être ouvertes ou fermées à partir de la salle de commande du réacteur, mais en cas de panne de courant, elles se ferment automatiquement. Elles doivent alors être ouvertes à la main. Le système est donc conçu pour ne pas fonctionner automatiquement par défaut lorsqu'il n'y a plus d'électricité et n'est donc pas passif.[réf. nécessaire]

## Principe de fonctionnement
Dans un réacteur en fonctionnement, la chaleur issue de la fission nucléaire fait bouillir une grande quantité d'eau. Cette eau est en partie transformée en vapeur, qui fait monter la pression et la température dans le réacteur.
Si la température et la pression montent trop, parce que l'eau de refroidissement du cœur vient à baisser par exemple, même en cas d'insertion parfaite et rapide des barres de contrôle dans le cœur, les crayons combustibles risquent de fondre (fusion du cœur) en raison de la chaleur latente dégagée par le combustible encore très "chaud'.
La cuve risque alors de se rompre (comme à Tchernobyl), en libérant une importante quantité de radionucléides et éventuellement de l'hydrogène et de l'oxygène susceptibles de provoquer une explosion d'hydrogène (comme lors de l'accident nucléaire de Fukushima).
S'il y a un ou plusieurs (la redondance des systèmes de sécurité est recommandée dans le domaine du nucléaire) condenseurs de secours, en cas de surchauffe du cœur une partie de la vapeur produite peut être passivement évacuée du réacteur et acheminée par des conduites très résistantes et thermiquement isolées, vers un grand échangeur de chaleur (ou plusieurs échangeurs). La vapeur provenant du cœur surchauffé passe alors dans un échangeur thermique baignant dans de l'eau froide (ou moins chaude que la vapeur) et se condense en eau, laquelle est renvoyée gravitairement (également par une tuyauterie très résistante) dans la cuve du réacteur qu'elle contribue alors à refroidir.
Ce processus permet de se passer de pompes électriques.
Il est autoentretenu tant que de l'eau froide est ajoutée (périodiquement) dans les cuves des condenseurs.
Les cuves contenant l'eau qui refroidit le condenseur doivent en effet impérativement être périodiquement remplies d'une nouvelle eau (non minéralisée pour ne pas encrouter l'échangeur), au fur et à mesure de l'évaporation de l'eau de la cuve.
Ce remplissage se fait normalement au moyen de pompes électriques ou - en cas de défaillance de ces pompes - par le réseau d'incendie, ou en cas de défaillance de ce dernier par un camion de pompier disposé au pied du bâtiment du réacteur, à l'extérieur.
Les réacteurs (E) SBWR doivent contenir un approvisionnement pour trois jours en eau de refroidissement, ce qui laisse théoriquement le temps aux pompiers de venir remplir la cuve en cas de problème. Tous les réacteurs, même les plus anciens ont plusieurs systèmes de refroidissement, généralement redondants pour limiter le risque de défaillance. Certains, dont le réacteur no 1 de Fukushima Dai-ichi possèdent un autre système de refroidissement par chambre de condensation ou chambre de suppression (Ce sont les "tore" ou wetwells de 35 m de diamètre des réacteurs Mark de General Electric). Mais ces chambres toriques peuvent - dans certaines circonstances - ne plus suffire. Et surtout, l'eau qui s'y condense ne peut pas s'acheminer seule (sans être pompée) vers le cœur puisque ce dernier est situé au-dessus du tore.

## Sécurité
Le système étant robuste et presque entièrement passif, il a généralement été considéré comme fiable et utile voire indispensable à la sécurité d'un réacteur.
En 2002, une étude avait porté sur la fiabilité et les probabilités de performance thermohydraulique de ces systèmes en cas d’accident, pour différents types d’installation (et par rapport aux systèmes antérieurs). D'autres études suivront, dont après l'accident nucléaire de Fukushima (fusion rapide du cœur, et explosion d'hydrogène dans le bâtiment du réacteur no 1).

### Dysfonctionnement possibles
Le non-fonctionnement ou plus exactement l'utilisation trop tardive et trop brève des échangeurs de l'IC (Isolation Condenser), semble avoir été fortement impliqué dans la fusion rapide (une heure environ) à l'origine de la fusion du cœur du réacteur no 1 de la centrale nucléaire de Fukushima (en mars 2011).
Dans le système de refroidissement de secours de certains réacteurs de centrales nucléaires,, et le cas échéant pour le refroidissement de la piscine de désactivation (dont centrale nucléaire de Fukushima Daiichi au Japon), la vapeur à condenser peut être à la fois à très chaude, hautement radioactive et sous une pression supérieure à celle normalement en cours dans le réacteur.
Dans ce cas, le système peut théoriquement fonctionner en l'absence totale d'électricité, mais certaines vannes doivent être ouvertes à la main en cas de panne de courant (ce qui a été fait trop tard dans le réacteur n°1 lors de la catastrophe de Fukushima).
En décembre 2012, Mitsuhiko Tanaka (qui a participé à la construction de la centrale de Fukushima et qui est membre du panel mis en place par le Parlement pour analyser l’accident nucléaire de Fukushima) s’étonnait que ce condenseur n’ait pas fonctionné, il estimait que, soit le condenseur ou la tuyauterie le reliant au réacteur avait été endommagé par le tremblement de terre, soit que les opérateurs ne savaient pas l’utiliser.
D’après une reconstitution diffusée par Arte quelques mois plus tard, la seconde hypothèse était la bonne).
La piste d’une erreur humaine notamment liée à la gestion du Condenseur du réacteur no 1 de la centrale nucléaire de Fukushima Daiichi a été évoquée par l’Opérateur TEPCO, plus d’un an après la catastrophe, en mai 2011, ce qui a suscité une demande du porte-parole du gouvernement japonais, Yukio Edano, qui a dit en avoir été informé "par voie de presse" et qui a demandé à l'agence gouvernementale de sûreté industrielle et nucléaire [NISA] à d'autres organismes d’analyser de manière précise ce qui a conduit à cette erreur, la NISA ayant du exhorter Tepco à lui fournir une explication détaillée avant le 23 mai 2011.
Dans les conditions normales de fonctionnement du réacteur, le système de contrôle n'est pas activé.
La partie supérieure du condenseur est toujours reliée à la partie supérieure du réacteur par des conduites de vapeur. Ces conduites ne laissent entrer la vapeur chaude et radioactive du réacteur que quand la vanne d'entrée est ouverte, à distance, via des commandes électriques.
En cas de surchauffe, la vapeur pénètre dans le condenseur IC et s'y condense (tant que l'opérateur prend soin de périodiquement remettre la cuve en eau, manuellement s'il n'y a plus de courant électrique).
Quand le système est activé, une soupape s'ouvre au fond du condenseur et l'eau condensée coule jusque dans le cœur du réacteur où elle tombe, par simple gravité. Ce cycle fonctionne en continu jusqu'à ce que la vanne de fond soit fermée.

## Systèmes «modulaires»
Grâce à la nature facilement modulaire des systèmes de sécurité passifs, pour conserver la même marge de sécurité passive, il a été estimé qu’il suffisait d’augmenter le nombre de condenseurs au fur et à mesure qu’on augmentait la puissance des réacteurs, y compris pour le SBWR européen.
Par exemple après avoir proposé de porter la puissance d’un réacteur ESBWR à 1190 MW, pour encore augmenter cette puissance, jusqu'à 3613 MWt, il suffit selon E Lumini & al. de remplacer les trois condenseurs passifs de 10 MWt de l'enceinte de confinement (PCC pour Passive Containment Condenser) par quatre condenseurs de 15 MWt ; pour les condenseurs de secours. Dans le cas des condenseurs de secours (IC) de trois unités de 30 MWt pour le SBWR on est passé à quatre unités de 33 MWt pour l'ESBWR. En Europe des premiers essais ont été faits sur des prototypes de PCC et d'IC au centre d'essais « PANTHERS » de Piacenza, en Italie. C’est sur la base de ces essais qu’ont été dimensionnés les systèmes piscines des PCC/IC de l'ESBWR.

## Problèmes potentiels ou avérés de sécurité
Jusqu'en 2011, ce dispositif était considéré comme l’un des plus sûrs, car passif, modulaires et a priori dimensionné par les ingénieurs pour correspondre à la chaleur résiduelle à évacuer.
Il a passé avec succès les tests de la méthode APSRA (Assessment of Passive System ReliAbility,).
Mais la fiabilité de ces mécanismes est essentiellement testé à partir de modèles mathématiques. Or, en 2012 persistaient encore des incertitudes dans l'exploitation et la modélisation de systèmes passifs thermaux–hydrauliques, pouvant selon E. Zio & N. Pedroni conduire dans les cas extrêmes à l'incapacité du système à remplir sa fonction.
Du point de vue de l'évaluation des risques et de la gestion du risque, au moins quatre types et sources d'incertitudes sont généralement considérés, trois sources pouvant interférer entre elles ;
1. L' incertitude technique aléatoire ; induite par certains aspects aléatoires des systèmes complexes, ici lié à la variabilité inhérente du comportement du système en réponse (plus ou moins automatisées ou prévues) à diverses facteur de risque ou danger ;
2. L' incertitude épistémique ; liée aux marges d'imprécision due à un manque de connaissances, de retour d'expérience ou d'informations partagées sur le système ;
3. Des incertitudes liées au facteur humain[15], voire à l'erreur humaine[16] ou à une réponse jugée juste dans le contexte d'une crise, mais techniquement inappropriée des opérateurs en cas de crise et notamment lors de sources différentes et inhabituelles de risques (ex : situation de « Genpatsu-shinsai » qui était considérée comme très improbable, mais qui est survenue à Fukushima en 2011 avec le cumul d'un séisme, d'un tsunami entrainant une perte d'alimentation électrique. Dans ce cas, l'unité 1 était équipée d'un double condenseur de secours, qui devait s'isoler automatiquement par fermeture des vannes en cas de coupure générale d'électricité. Ces vannes doivent ensuite être ouvertes manuellement si la coupure de courant persiste, ce qui n'a pas été fait à Fukushima et qui pourrait être très difficile voire impossible en cas d'accident ayant déjà émis de la vapeur radioactive ou causé une explosion à l'intérieur du bâtiment d’une unité endommagée.
4. des incertitudes concernant la qualité de l'interface homme-machine (Lors de l'accident nucléaire de Three Mile Island, des photographies des pupitres de la salle de contrôle, des étiquettes attachées à des clés de commandes cachaient certains voyants[17])

Au cours de l’accident nucléaire de Fukushima en 2011, les opérateurs de TEPCO semblaient ne pas savoir qu’ils avaient à ouvrir la vanne manuellement. Ce système de dernier recours a donc été activé trop tard, alors que le cœur avait probablement déjà commencé à fondre. De plus l’eau de refroidissement s’est rapidement évaporée, et le condenseur n'a pas pu fonctionner longtemps. Les opérateurs ont pris la décision de fermer les vannes une fois que les cuves des condensateurs ont été vidées de leur eau de refroidissement.

## Cas particuliers (réacteurs d'irradiations)
Des systèmes différents, de taille plus modeste, mais aussi dénommés « condenseurs de secours », et également à circulation naturelle, gravitaire pour la vapeur transformée en eau par refroidissement existent pour les générateurs à base de radioisotopes (convertisseur 100 W à turbine) dont la source est constituée de plaquettes de cobalt irradié.
Le « cœur » de ces générateurs est très dangereux en raison d’une radioactivité considérable (3000 curies pour une puissance thermique de 4500 watts en début de vie), des condenseurs de secours existent également.
Dans tous les cas (en particulier dans le réacteur d’une centrale nucléaire), une fuite du fluide ou perte d’eau du circuit primaire ne permet plus le fonctionnement du condenseur de secours.